# Fontinalis baltica
Fontinalis baltica là một loài Rêu trong họ Fontinalaceae. Loài này được (Limpr.) H. Klinggr. mô tả khoa học đầu tiên năm 1893.